# Christel Klinzmann
Christel Klinzmann (* 16. August 1954 in Rottorf) ist eine ehemalige deutsche Fußballspielerin und -trainerin.

## Karriere

### Vereine
Klinzmann begann in jungen Jahren, gemeinsam mit ihren Brüdern, beim TSV Ochsendorf, einem Verein im gleichnamigen Ortsteil von Königslutter am Elm im Landkreis Helmstedt, mit dem Fußballspielen.
Ihr damaliger Freund Dieter (den sie später heiratete) hatte sie 14-jährig zu einem seiner Fußballspiele mitgenommen. Da in seinem Verein auch eine Frauenmannschaft trainierte, war ihr Interesse geweckt, sodass sie sich dieser unmittelbar angeschlossen hatte.
Von 1975 bis 1992 kam sie für den VfR Eintracht Wolfsburg zum Einsatz. In der Zeit von 1986 bis 1990 bestritt sie Punktspiele in der noch unter dem Namen Oberliga Nord (bis 1994) bezeichneten höchsten Spielklasse. Als Zweitplatzierter 1987 war ihre Mannschaft für die Teilnahme an der Deutschen Meisterschaft qualifiziert, schied jedoch im Achtelfinale mit 1:3 gegen Tennis Borussia Berlin aus dieser aus, wie auch 1990 im Viertelfinale mit 3:5 gegen den VfL Sindelfingen. Von 1990 bis 1992 spielte sie zuletzt in der Gruppe Nord der seinerzeit zweigleisigen Bundesliga, für die sie in 37 Punktspielen drei Tore erzielte.
Ihr größter Erfolg auf Vereinsebene war das Erreichen des Finales um den nationalen Vereinspokal 1984. Am 31. Mai unterlag sie mit ihrer Mannschaft der SSG 09 Bergisch Gladbach im Frankfurter Waldstadion mit 0:2.

### Auswahl-/Nationalmannschaft
Als Spielerin des VfR Eintracht Wolfsburg gehörte sie auch der Auswahlmannschaft des Niedersächsischen Fußballverbandes an, die das Finale um den erstmals in der Saison 1980/81 vom DFB eingeführten Wettbewerb um den Länderpokal gegen die Auswahlmannschaft des Fußball-Verbandes Mittelrhein am 10. Mai 1981 in Bergisch Gladbach mit 0:1 durch das Tor von Tina Theune-Meyer verlor.
1982 gehörte sie zum ersten Aufgebot einer A-Nationalmannschaft, die die Schweizer Nationalmannschaft am 10. November in Koblenz mit 5:1 besiegte. Klinzmann wurde für Gaby Dlugi-Winterberg in der 52. Minute eingewechselt. Die konsequente und kompromisslose Defensivspielerin bestritt mit ihrem letzten Einsatz gegen die US-amerikanische Nationalmannschaft am 22. Juli 1988 in Arco 21 Länderspiele. Am 30. Juli 1986 gelang ihr in Reykjavík beim 5:0-Sieg über die Nationalmannschaft Islands mit dem Treffer zum 2:0 in der 47. Minute ihr einziges Länderspieltor.

## Erfolge
Auswahlmannschaft
- Finalist Länderpokal 1981

VfR Eintracht Wolfsburg
- DFB-Pokal-Finalist 1984
- Niedersachsenmeister 1982, 1984
- Niedersachsenpokal-Sieger 1980, 1983, 1985, 1988, 1989, 1990

## Sonstiges
Nach dem Ende ihrer Spielerkarriere war sie elf Jahre lang Spielertrainerin des Mädchen- und Frauenteams des Helmstedter Ortsteilvereins TSV Barmke, den sie bereits während ihrer aktiven Zeit als Spielerin parallel trainiert hatte. Nach einer dreijährigen Pause kehrte sie 2006 als Trainerin im Jugendbereich des TSV Germania Helmstedt zurück auf den Fußballplatz und wirkte sporadisch sogar noch bei den Ü40-Fußballern des TSV Barmke mit – bis 2013.
Klinzmann lebt in Rottorf am Klei und führte bis Ende März 2011 ein Sportgeschäft in Helmstedt.